# Valby Bakke

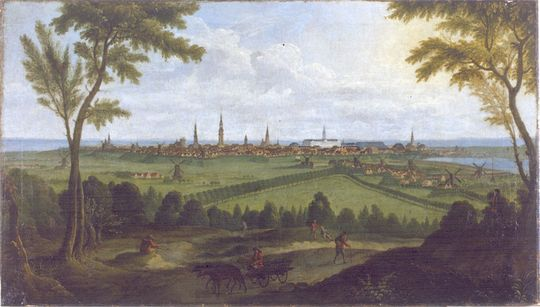
Utsikt från Valby Bakke, 1758.

Valby Bakke (eller Valbybakke, även Solbjerg, dess norra del kallad Frederiksberg Bakke), är en låg höjdrygg i västra Köpenhamn och i intilliggande Frederiksberg, Danmark. 
På Valby Bakke ligger bl.a. Köpenhamns zoo. Søndermarken och Carlsberg. På Frederiksberg Bakke ligger bl.a. slottet Frederiksberg Slot och Frederiksberg Have.